# San Pedro Konzert
San Pedro Konzert ist ein Live- und Videoalbum der Musikgruppe Mono für Alle!. Es wurde 2002 im Nationalpark Cabo de Gata aufgenommen und im Jahr 2003 bei Substar veröffentlicht.

## Entstehung und Veröffentlichung

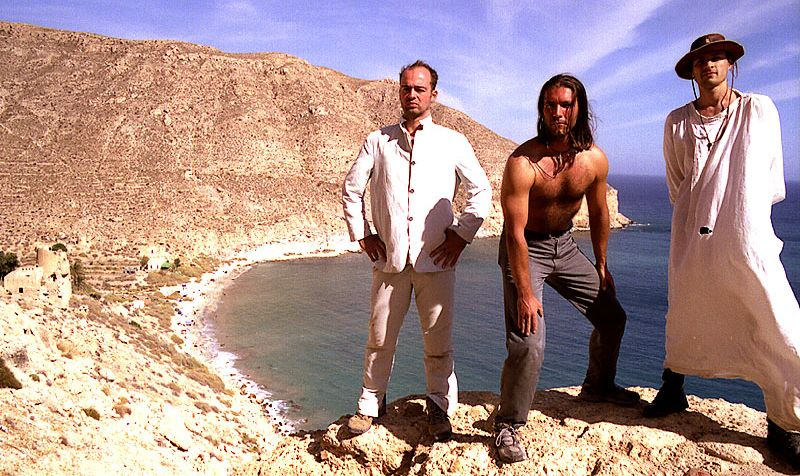
Mono für Alle! über der Bucht von San Pedro am Tag nach dem Konzert

Das Konzert war eine Aktion im andalusischen San Pedro (im Nationalpark Cabo de Gata). Die Band hatte auf ihrer Webseite und auf Plakaten für eine einwöchige Konzertreise zum Selbstkostenpreis von 89,- Euro geworben, die mit zwei Kleinbussen in das südspanische Aussteigertal führte. Die Teilnehmer mussten unterwegs in Zelten übernachten.
Das Tal von San Pedro mündet an einem nur zu Fuß erreichbaren Strand der spanischen Mittelmeerküste und wurde zu dieser Zeit von zahlreichen Aussteigern bewohnt, die von dem Konzertvorhaben nichts wussten. Da es in dem abgelegenen Tal keinen Strom gab, musste ein schwerer Stromgenerator zusammen mit den Musikinstrumenten und der Ton- und Lichtanlage per Boot herangeschafft werden. Weitere Ausrüstung wurde zu Fuß durch die Berge getragen.
Das Konzert fand spät nachts vor etwa 300 Zuschauern statt. Unter den überrumpelten Aussteigern entstand Streit, die Musiker wurden auch körperlich angegriffen. Infolgedessen brach die Band das Konzert nach etwa 40 Minuten ab.
Das Konzert wurde auf einer analogen 8-Spur-Bandmaschine aufgezeichnet und im Anschluss von der Band selbst abgemischt. Zusammen mit einer Video-CD wurde das Album im Jahr 2003 veröffentlicht. Das Cover besteht aus selbstgefertigten Holzteilen im Do-it-yourself-Stil. Trotz kostenlosen Downloadangebots wurden von dem Album über 6000 Stück verkauft.

## Titelliste

### Audio-CD
1. Langweiliges Leben
2. Hier gefällt’s mir nicht
3. Amoklauf
4. Alles falsche Schweine
5. Vision der Unsterblichkeit
6. Terrorkatastrophe

### SVCD
Die SVCD enthält zusammengeschnittenes Filmmaterial der anwesenden Videokameras, hat eine Spielzeit von 38 Minuten und verfügt über englische, spanische und japanische Untertitel.

## Musik und Texte
Mono für Alle! spielen auf San Pedro Konzert „misanthropischen Kraut-Freak-Out-Sound und straighten, punkigen Anarchie-Rock“ mit „hasserfüllten“ gesellschaftskritischen Texten.

## Rezeption
Das Album wurde von der Presse positiv aufgenommen. Das Ox-Fanzine urteilte, es sei „eines der absoluten Highlights im Jahre 2004“. Laut Plastic Bomb versprühe es die „ursprüngliche [Energie] des Punks“. Intro findet Mono für Alle! „polarisieren so gekonnt, dass man sich, selbst wenn man ihre Musik nicht mag, diesen Musikfilm nicht entgehen lassen sollte.“